# Nỉ lan lông trắng
Nỉ lan lông trắng hay nỉ lan lông hay lan len (danh pháp hai phần: Eria lasiopetala) là một loài phong lan.
Cây phân bố từ Nam Á đến Đông Nam Á và Trung Quốc. Tại Việt Nam, cây có mặt ở các khu vực từ Quảng Ninh đến Vũng Tàu.

## Danh pháp đồng nghĩa
- Callostylis lasiopetala (Willd.) ined.
- Aerides lasiopetala Willd. (Basionym)
- Dendrobium pubescens Hook.
- Dendrolirium albidotomentosum Blume
- Epidendrum flos-aeris J. König
- Epidendrum lasiopetalum (Willd.) Poir.
- Eria albidotomentosa (Blume) Lindl.
- Eria flava Lindl.
- Eria lanata Griff.
- Eria polystachya Wight
- Eria pubescens (Hook.) Lindl. ex Loudon
- Eria pubescens var. lanata (Griff.) Karth.
- Octomeria flava Wall. ex Steud.
- Octomeria pubescens (Hook.) Spreng.
- Pinalia albidotomentosa (Blume) Kuntze
- Pinalia pubescens (Hook.) Kuntze

## Hình ảnh

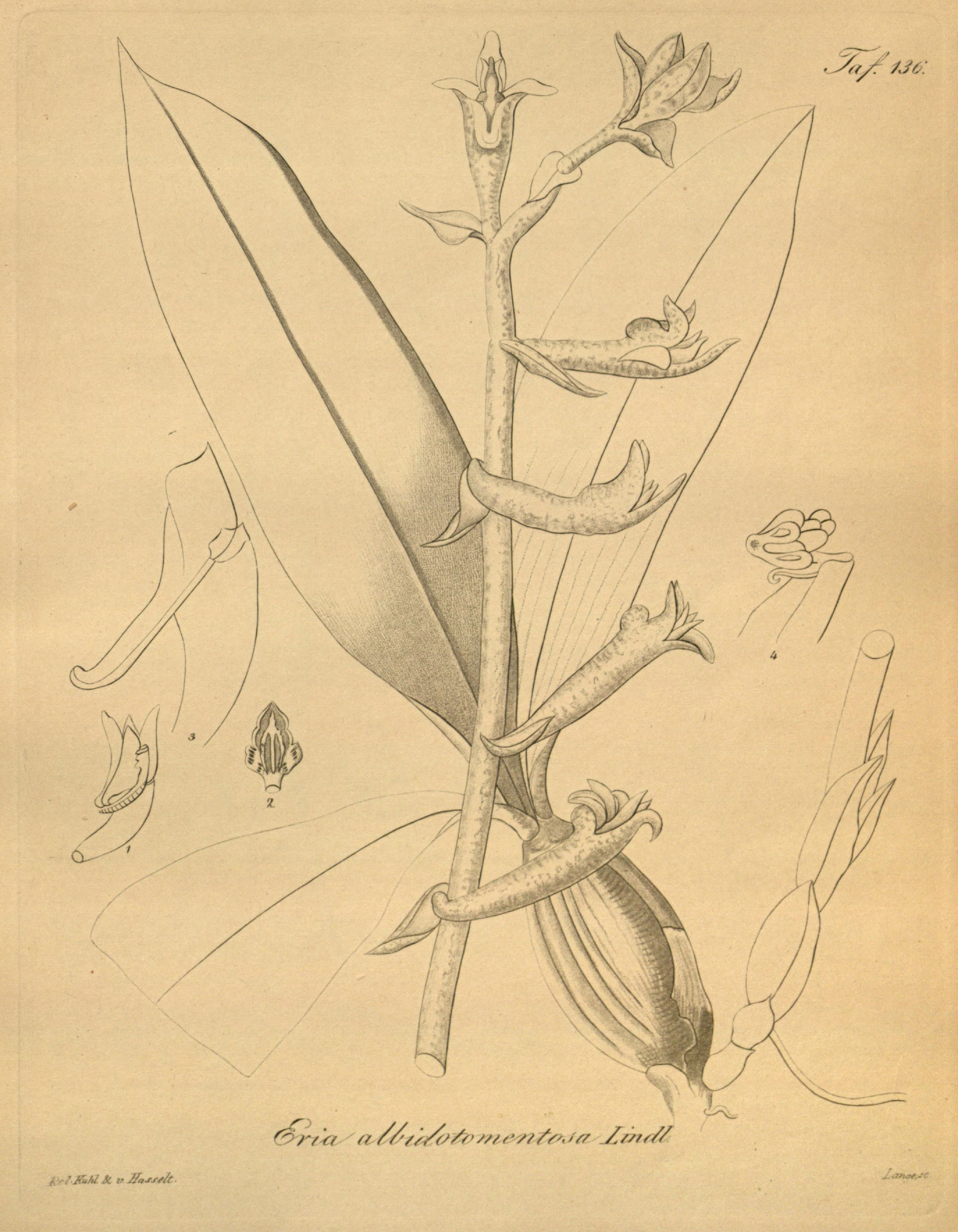